# Burke (Texas)
Burke è un centro abitato degli Stati Uniti d'America, situato nella contea di Angelina dello Stato del Texas. Secondo il censimento effettuato nel 2010 la popolazione ammontava a 737 unità.

## Geografia fisica

### Territorio
Il centro abitato è situato nella parte sud-occidentale della contea, a 8 miglia a sud di Lufkin.

### Clima
Il clima in questa zona è caratterizzato da estati calde e umide e generalmente inverni poco rigidi. Secondo la Classificazione dei climi di Köppen, Burke ha un clima subtropicale umido, abbreviato nelle mappe del clima con "TUF".

## Storia
Burke è stata fondata nel 1881 e fu originariamente chiamata Rhodes, in onore di W. R. Rhodes e del postino H. R. Rhodes,

## Società

### Evoluzione demografica
Secondo il censimento del 2000, c'erano 315 persone, 114 nuclei familiari e 85 famiglie residenti nella città. La densità di popolazione era di 501.5 persone per miglio quadrato (193.1/km²). C'erano 138 unità abitative a una densità media di 219.7 per miglio quadrato (84.6/km²). La composizione etnica della città era formata dal 91.43% di bianchi, l'1.27% di afroamericani, l'1.90% di nativi americani, il 3.81% di altre razze, e l'1.59% di due o più etnie. Ispanici o latinos di qualunque razza erano il 22.22% della popolazione.
C'erano 114 nuclei familiari di cui il 36.8% aveva figli di età inferiore ai 18 anni, il 59.6% erano coppie sposate conviventi, il 10.5% aveva un capofamiglia femmina senza marito, e il 25.4% erano non-famiglie. Il 23.7% di tutti i nuclei familiari erano individuali e il 12.3% aveva componenti con un'età di 65 anni o più che vivevano da soli. Il numero di componenti medio di un nucleo familiare era di 2.76 e quello di una famiglia era di 3.28.
La popolazione era composta dal 27,0% di persone sotto i 18 anni, il 12,4% di persone dai 18 ai 24 anni, il 30.2% di persone dai 25 ai 44 anni, il 16,2% di persone dai 45 ai 64 anni, e il 14,3% di persone di 65 anni o più. L'età media era di 31 anni. Per ogni 100 femmine c'erano 86,4 maschi. Per ogni 100 femmine dai 18 anni in su, c'erano 88,5 maschi.
Il reddito medio di un nucleo familiare era di 29,821 dollari, e quello di una famiglia era di 34,375 dollari. I maschi avevano un reddito medio di 31,250 dollari contro i 18,472 dollari delle femmine. Il reddito pro capite era di 12,033 dollari. Circa il 15.7% delle famiglie e il 14.4% della popolazione erano sotto la soglia di povertà, incluso il 9.9% di persone sotto i 18 anni e il 17.4% di persone di 65 anni o più.

## Cultura

### Istruzione
Burke fa parte della Diboll Independent School District. Una sua piccola parte fa invece parte della Lufkin ISD.